# Фихтенгольц, Григорий Михайлович
Григо́рий Миха́йлович Фихтенго́льц (при рождении Григорий Абрамович-Мойшевич Фихтенгольц; 27 мая [8 июня] 1888, Одесса — 26 июня 1959, Ленинград) — русский и советский математик. Наиболее известен как автор трёхтомника «Курс дифференциального и интегрального исчисления».

## Биография

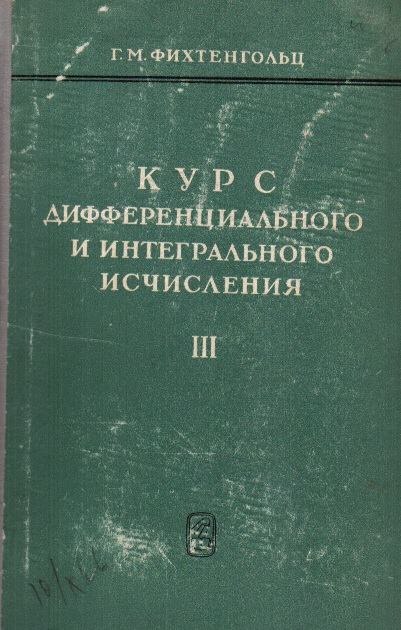
Обложка 3-го тома классического учебника

Родился 27 мая [8 июня] 1888 года в семья одесского мещанина Абрама-Мойше Ицковича-Беровича Фихтенгольца (1862—?) и фельдшерицы, повивальной бабки Брухи (Берты) Марковны Коган (1861—?), дочери алешковского купца. В 1911 году окончил Императорский Новороссийский университет в Одессе. После этого работал в Санкт-Петербургском императорском электротехническом институте Александра III, а с 1918 года — в Петроградском (затем Ленинградском) университете. В начале 1920-х одновременно преподавал во 2-м педагогическом институте (позже вошедшем в состав Педагогического института им. А. И. Герцена). С 1929 года — профессор, с 1935 года — доктор физико-математических наук.
После революции 1917 года вошёл в состав совета экспертов при Наркомпросе РСФСР, возглавлял комиссию по составлению школьных программ. Был инициатором проведения математических олимпиад. 
Основные труды относятся к теории функций действительного переменного, математическому и функциональному анализу, а также методике преподавания математики. В Ленинградском университете на математико-механическом факультете им была создана школа по теории функций действительного переменного и функциональному анализу. 
Был автором курсов «Математика для инженеров», «Курс дифференциального и интегрального исчисления» и «Основы математического анализа».
В 1922 году совместно с Я. Д. Тамаркиным перевёл на русский язык «Курс анализа бесконечно малых» Ш. Ж. де ла Валле-Пуссена. 
Особо следует отметить трёхтомный «Курс дифференциального и интегрального исчисления», который служил и служит учебником и настольной книгой для целого ряда поколений математиков. Несмотря на наличие учебников, написанных более современным математическим языком, например, двухтомный труд Рихарда Куранта, курс Фихтенгольца до сих пор пользуется широкой популярностью.
Первое издание этого учебника вышло в Гостехиздате (первый том — в 1947 году).

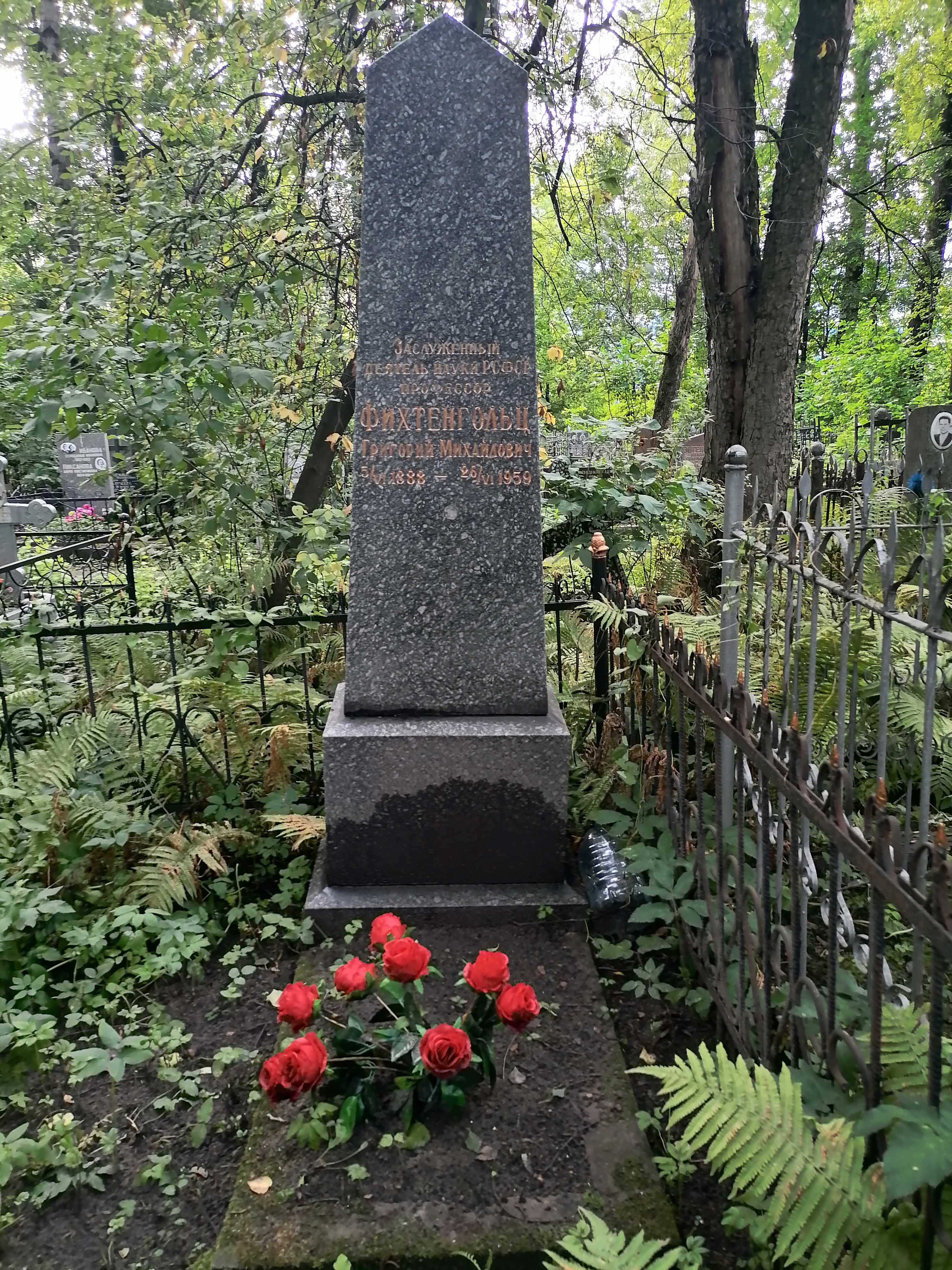
Могила на Серафимовском кладбище

Кафедра математического анализа Ленинградского университета основана Г. М. Фихтенгольцем (он возглавлял её до вынужденной отставки в разгар кампании по борьбе с космополитизмом в 1953 году).
Скончался 26 июня 1959 года. Похоронен на Серафимовском кладбище Санкт-Петербурга (5 уч.).

## Ученики
Г. М. Фихтенгольц работал в Ленинградском университете более сорока лет. Почти все ленинградские математики были в определённой степени его учениками. В разное время его лекции слушали П. Я. Полубаринова-Кочина, С. Л. Соболев, Л. В. Канторович, И. П. Натансон, С. А. Христианович, С. Г. Михлин, Д. К. Фаддеев, Е. С. Вентцель и многие другие впоследствии видные советские математики.

## Семья
Жена (с 15 сентября 1910 года) — Сарра Хаимовна-Симховна Гройсман (1885—?), брак был заключён в Одессе.

## Признание и память
- Заслуженный деятель науки РСФСР.
- Орден Трудового Красного Знамени (21.02.1944).

## Адреса
Г. М. Фихтенгольц жил на Каменноостровском проспекте близ Малой Невки: 
в начале 1920-х — в доме № 66 (при 2-м педагогическом институте, в котором он в то время преподавал), 
а затем — в доме № 73—75.